# チャールズ・ベル (医学者)

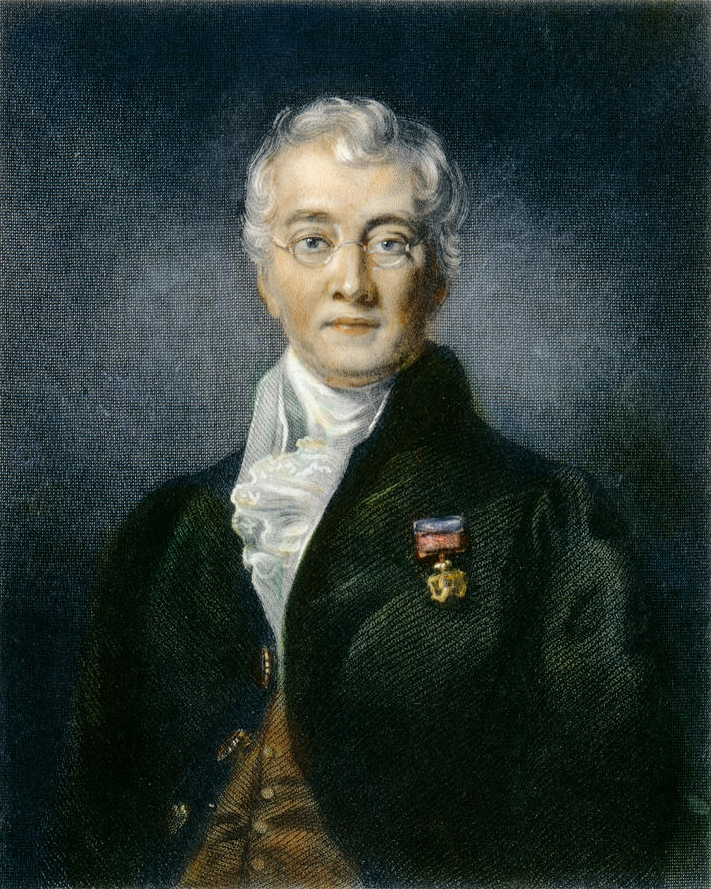
チャールズ・ベル

チャールズ・ベル（Sir Charles Bell KH FRS FRSE FRCSE MWS、1774年11月12日 - 1842年4月28日）はスコットランドの解剖学者、神経学者である。

## 略歴
エディンバラで生まれた。父親はスコットランド聖公会（Scottish Episcopal Church）の牧師で、兄に医師となったジョン・ベル（John Bell:1763-1820）、法学者となったジョージ・ジョセフ・ベル（George Joseph Bell:1770-1843）がいる。父親は1779年に没した。エディンバラ大学で学び、兄のジョン・ベルの解剖学の助手として医学を学び、1798年に医学の学位を得た。その後、エディンバラ王立医学校（Royal College of Surgeons in Edinburgh）で解剖学の研究、教育を行い、1802年から、兄と共著で "The Anatomy of the Human Body .."を出版した。エディンバラでは医師たちの嫉妬・反感を買うことになり、1804年にロンドンに移った。ロンドンでは1812年から1825年までウィリアム・ハンターが設立した、ウインドミル・ストリートの解剖学学校で働いた。1824年にエディンバラ王立医学校の最初の解剖学の教授に任じられた。1829年にウインドミル・ストリートの解剖学学校がキングス・カレッジ・ロンドンに統合されると、キングス・カレッジ・ロンドンの教授となった。1836年にエディンバラに戻ることを望み、エディンバラ大学の外科の教授となった。
神経解剖生理学者で、近代神経学の基礎を築いた。脳の感覚神経と運動神経とが別であるという仮説を建てた。この仮説は1822年にフランソワ・マジャンディー(François Magendie)によっても確認され、脊髄神経の前根は運動性で，後根は感覚性であるとする法則は「ベル＝マジャンディの法則」として知られる。顔面神経の麻痺による障害、ベル麻痺にベルの名がつけられている。
1829年に王立協会のロイヤル・メダルを受賞した。

## 著作
- Essays on the Anatomy of Expression in Painting (1806)
- New Idea of Anatomy of the Brain (1811) (Dieses Werk wurde später die „Magna Charta der Neurologie“ genannt.)
- An exposition of the natural system of the nerves of the human body. With a republication of the papers delivered to the Royal Society, on the subject of the nerves. London 1824.
- The Nervous System of the Human Body (1830)
- The hand; its mechanism and vital endowments, as evincing design.  (ブリッジウォータートリーティーズの一冊） on the power wisdom and goodness of God as manifested in the creation; 4. London: William Pickering, 1833. (The hand; its mechanism and vital endowments, as evincing design and illustrating the power, wisdom, and goodness of God. / Charles Bell, Sir; Alexander Shaw. 8th ed. London, G. Bell & Sons, 1885.)